# Poort van Cleopatra

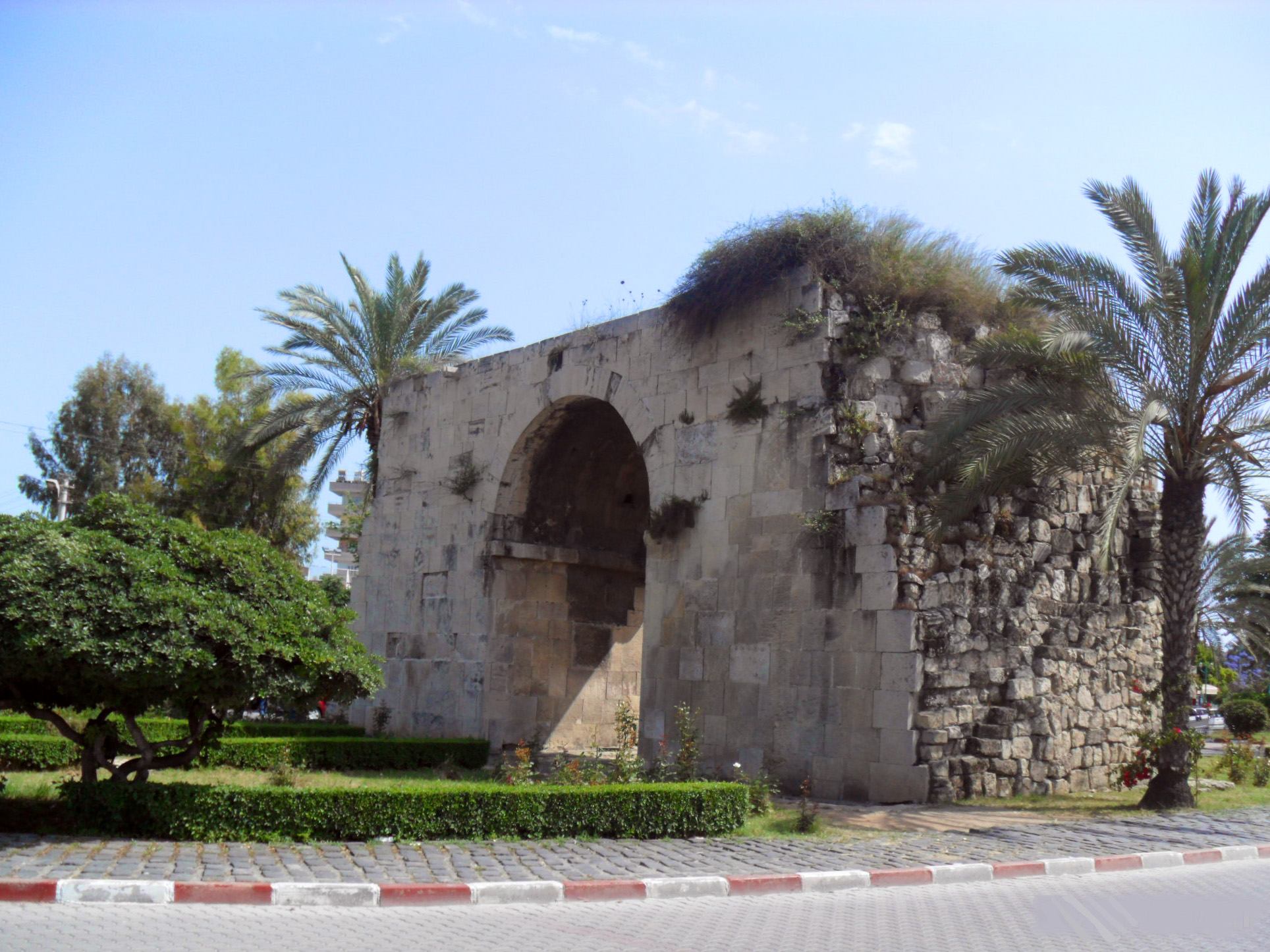
Poort van Cleopatra in de stad Tarsus

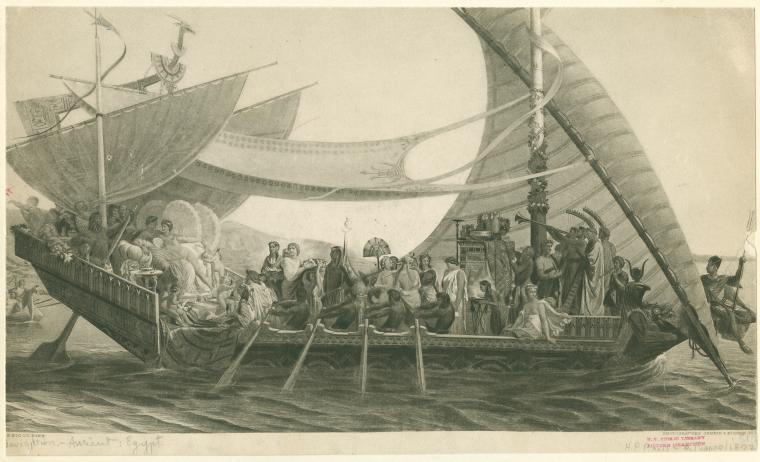
Pompeuze intocht van Cleopatra in Tarsus, op de rivier Cydnus (Henri-Pierre Picou)

De Poort van Cleopatra staat in Tarsus, in de Turkse provincie Mersin. De eerste poort werd gebouwd in de 2e eeuw, toen Tarsus de hoofdstad was van de provincie Cilicia, een provincie van het Romeinse Rijk; de tweede poort, tegenwoordig te zien, dateert van de middeleeuwen. Het is niet duidelijk of de bouwheren keizers van Byzantium waren dan wel kaliefen der Abbasiden-dynastie.
In de loop der tijden had de poort andere namen. In de Romeinse tijd was er sprake van de Havenpoort omdat de stadspoort aan de zuidelijke flank van de stadsmuren stond, gericht naar de haven op de rivier Cydnus. In de Ottomaanse tijd werd de poort Vrouwenpoort genoemd. In de 19e eeuw liet de Egyptische generaal Ibrahim Pasja de stadsmuren afbreken om Tarsus militair te verzwakken. De Vrouwenpoort liet Pasja evenwel overeind (1835).
Sommige bisschoppen spraken van de poort van Paulus, maar de apostel Paulus heeft nooit deze poort gezien.
De naam van de poort heeft erg vaag te maken met Cleopatra VII, koningin van Egypte (1e eeuw v.Chr.). De naam Poort van Cleopatra gaf het stadsbestuur in de 20e eeuw, toen er meer Westerse toeristen naar Tarsus kwamen. De naam wil de herinnering oproepen aan de triomfantelijke intocht van Cleopatra in de haven van Tarsus. Cleopatra kwam met haar boot naar Tarsus om Marcus Antonius te ontmoeten. De boot was versierd met goud en albast, had draperieën over haar troon en het dek was besprenkeld met parfum. Het verhaal gaat dat Cleopatra de stad introk langs de zuidkant, op de plaats van de poort 300 jaar later. Zij was gekleed als de godin Aphrodite.
De poort heeft een buitenhoogte van 8,5 meter en een binnenhoogte van 6,2 meter. Zij is 6,5 meter breed. Tot de jaren ’70 van de 20e eeuw reden er auto’s door. In de jaren ’80 liet het stadsbestuur de poort herstellen. Tevens liet zij een Romeinse plaat aanbrengen uit de jaren 222-235. Deze plaat werd uit een Turks badhuis gekapt en opgesteld naast de poort van Cleopatra. De tekst in het Latijn zwaait de lof over Tarsus als de mooiste provinciehoofdstad van het hele Romeinse rijk.